# ビョルン・ボルグ
ビョルン・ボルグまたはビヨン・ボルグ、スウェーデン語読みでビョーン・ボーリ（Björn Borg, スウェーデン語発音: [bjœːɳ bɔrj] ( 音声ファイル), 1956年6月6日 - ）は、スウェーデン・セーデルテリエ（首都ストックホルム近郊の都市）出身の元男子プロテニス選手。ジミー・コナーズ（アメリカ）やジョン・マッケンロー（アメリカ）らと並んで、男子テニスの黄金時代を築いた名選手のひとりである。全仏オープンに4連覇を含む6勝、ウィンブルドン選手権で5連覇を達成した。4大大会通算「11勝」は、ロッド・レーバー（オーストラリア）と並ぶ男子歴代6位タイ記録。

## 選手経歴
1974年の全仏オープンにて、18歳で4大大会初優勝。全仏オープンでは、1978年-1981年まで前人未到の男子シングルス4連覇を達成する。同大会の通算優勝回数「6」は当時男子歴代最多記録となり、フランスの往年の名選手アンリ・コシェ（1901-1987）の「4」を上回った。
1976年にウィンブルドン選手権で初優勝し、1980年7月5日に同選手権で大会5連覇を達成した。ジョン・マッケンローとの3時間55分に及ぶ決勝戦はテニス史に残る名勝負として語り継がれている。しかし翌1981年の同選手権決勝でマッケンローに6-4、6-7、6-7、4-6で敗れ、大会6連覇を逃した。ウィンブルドン選手権の男子シングルス連覇記録は6連覇が最高であるが、これは大会黎明期の1881年-1886年にウィリアム・レンショー（イギリス）が、現在とは異なるテニストーナメントのシステム（決勝まで勝ち上がって来る挑戦者を、前年勝者は優勝決定戦で待っていて1回だけ勝てば優勝だった）で樹立したものである。
全盛期には、赤土コートの全仏オープンと芝生コートのウィンブルドン選手権を共に3年連続（1978年-1980年）で制覇した。しかし全米オープンでは4度の準優勝に終わっている。1976年と1978年はジミー・コナーズに、1980年と1981年はジョン・マッケンローに決勝で敗れている。全豪オープンは1974年の1度出場したのみで、この時は3回戦でフィル・デント（オーストラリア）に敗れた。
ビョルン・ボルグは1983年1月に、当時のトーナメントスケジュールの過密さに反抗し、26歳で突然の現役引退を表明した。1987年に国際テニス殿堂入りを果たしている。その後1990年夏に、全盛期に使用していたウッドラケットで現役復帰を試みたが、失敗に終わった。
私生活では1980年にテニスプレーヤーのマリアナ・シミオネスクと結婚するも、その後離婚。現役引退後は、下着ブランド事業の失敗など数多くのトラブルに見舞われたこともあり、公の場にあまり姿を見せてこなかった。1997年全仏オープンの表彰式にボルグが登場し、グスタボ・クエルテン（ブラジル）に優勝カップを贈呈した。
2007年ウィンブルドンにおいて、ボルグは引退後初めて男子シングルス決勝戦を観戦し、ロジャー・フェデラー（スイス）が自らの記録であるウィンブルドン5連覇に並ぶ瞬間を見守った。翌2008年全仏オープンで、ラファエル・ナダル（スペイン）がボルグ以来となる全仏オープン4連覇を達成する。2008年ウィンブルドンでフェデラーはナダルに4-6、4-6、7-6、7-6、7-9で敗れ、（1981年のボルグと同じく）1880年代のレンショー以来の6連覇を逃した。初優勝したナダルは赤土の全仏オープンと芝生のウィンブルドンの連続制覇を成し遂げ、1980年のボルグ以来28年ぶりの偉業を達成した。
ボルグは全盛期にウィンブルドン選手権での芝生コート41連勝の最多連勝記録を樹立したが、フェデラーがボルグの連勝記録を更新し、2008年ウィンブルドン決勝でナダルに敗れるまで65連勝の記録をつくった。
当時のスウェーデンにおいて、同い年のアルペンスキー界のスーパースター、インゲマル・ステンマルクと並び称される国民的英雄である。

## プレースタイル
ボルグは重いトップスピン（順回転のボール：強く打ってもコートからアウトしにくい）主体のグラウンド・ストロークを得意とし、当時のウッド・ラケットにストリングを80ポンド以上という素材の強度ぎりぎりの硬さに張っていた。この時のウッド・ラケットDONNAYはウイルソンを凌ぐほどの人気でウエアのフィラ、シューズのディアドラにおいてもボルグが使用したことで一世を風靡した。コート上では常に冷静沈着なことから“アイス・マン”（氷の男）と呼ばれ、代名詞であるトップ・スピンは彼の強烈な回転系のショットから広く一般的に言われるようになった。このことがボルグが「現代テニスの父」と呼ばれる所以である。

## 記録
ウィンブルドン「41連勝」
1976–81
グランドスラムを1セットも落とさずに優勝「3回」
リチャード・シアーズ、トニー・トラバート、ラファエル・ナダルとタイ記録。

### オープン化以降
グランドスラム2大会で5回以上優勝
ピート・サンプラス、ロジャー・フェデラーとタイ記録。
勝率90％以上「5年」
1977–1981。ロジャー・フェデラーとタイ記録。
勝率90％以上「5年連続」
1977–1981。
全仏オープン 1セットも落とさずに優勝「2回」
1978, 1980。
全仏オープン 41セット連続獲得
1979–1981
全仏オープン 1大会のゲーム獲得率「81.4% (127–29) 」
1978
ウィンブルドン「5連覇」
1976–1980。ロジャー・フェデラーとタイ記録。
ウィンブルドン 1セットも落とさずに優勝
1976
1シーズンで49連勝
1978
25歳以下で59タイトル獲得
ティーンエージャーで16タイトル獲得
デビスカップ「33連勝」

## 4大大会優勝
- 全仏オープン：6勝（1974年＆1975年、1978年-1981年）　［大会4連覇を含む］
- ウィンブルドン：5勝（1976年-1980年）　［大会5連覇］

（全米オープン準優勝4度：1976年、1978年、1980年、1981年）
| 年     | 大会           | 対戦相手               | 試合結果                |
| ------ | -------------- | ---------------------- | ----------------------- |
| 1974年 | 全仏オープン   | マニュエル・オランテス | 2-6, 6-7, 6-0, 6-1, 6-1 |
| 1975年 | 全仏オープン   | ギリェルモ・ビラス     | 6-2, 6-3, 6-4           |
| 1976年 | ウィンブルドン | イリ・ナスターゼ       | 6-4, 6-2, 9-7           |
| 1977年 | ウィンブルドン | ジミー・コナーズ       | 3-6, 6-2, 6-1, 5-7, 6-4 |
| 1978年 | 全仏オープン   | ギリェルモ・ビラス     | 6-1, 6-1, 6-3           |
| 1978年 | ウィンブルドン | ジミー・コナーズ       | 6-2, 6-2, 6-3           |
| 1979年 | 全仏オープン   | ビクトル・ペッチ       | 6-3, 6-1, 6-7, 6-4      |
| 1979年 | ウィンブルドン | ロスコー・タナー       | 6-7, 6-1, 3-6, 6-3, 6-4 |
| 1980年 | 全仏オープン   | ビタス・ゲルレイティス | 6-4, 6-1, 6-2           |
| 1980年 | ウィンブルドン | ジョン・マッケンロー   | 1-6, 7-5, 6-3, 6-7, 8-6 |
| 1981年 | 全仏オープン   | イワン・レンドル       | 6-1, 4-6, 6-2, 3-6, 6-1 |

## 4大大会シングルス成績
略語の説明
| W | F | SF | QF | #R | RR | Q# | LQ | A | Z# | PO | G | S | B | NMS | P | NH |

W=優勝, F=準優勝, SF=ベスト4, QF=ベスト8, #R=#回戦敗退, RR=ラウンドロビン敗退, Q#=予選#回戦敗退, LQ=予選敗退, A=大会不参加, Z#=デビスカップ/BJKカップ地域ゾーン, PO=デビスカップ/BJKカッププレーオフ, G=オリンピック金メダル, S=オリンピック銀メダル, B=オリンピック銅メダル, NMS=マスターズシリーズから降格, P=開催延期, NH=開催なし.
| 大会           | 1973 | 1974 | 1975 | 1976 | 1977 | 1977 | 1978 | 1979 | 1980 | 1981 | 通算成績 |
| -------------- | ---- | ---- | ---- | ---- | ---- | ---- | ---- | ---- | ---- | ---- | -------- |
| 全豪オープン   |      | 3R   | A    | A    | A    | A    | A    | A    | A    | A    | 1–1      |
| 全仏オープン   | 4R   | W    | W    | QF   | A    | A    | W    | W    | W    | W    | 49–2     |
| ウィンブルドン | QF   | 3R   | QF   | W    | W    | W    | W    | W    | W    | F    | 51–4     |
| 全米オープン   | 4R   | 2R   | SF   | F    | 4R   | 4R   | F    | QF   | F    | F    | 40–9     |

## 家族
息子のレオ・ボルグもテニス選手となり、ATPツアーに参加している。